# NGC 6088
NGC 6088 este o galaxie lenticulară situată în constelația Dragonul. A fost descoperită în  de către William Herschel.